# Sükhbaatar (thành phố)
Sükhbaatar (tiếng Mông Cổ: Сүхбаатар, ᠰᠤᠻᠪᠠᠠᠲᠠᠷ, tiếng Nga: Сухэ-Батор) là tỉnh lị của tỉnh Selenge tại miền bắc Mông Cổ. Thành phố nằm bên dòng sông Orkhon.
Dân số thành phố vào cuối năm 2007 là 19.224 người.
Thành phố được thành lập từ năm 1940 và được mang tên nhà cách mạng Mông Cổ Damdin Sükhbaatar.
Sükhbaatar có ga cực bắc của Đường sắt Xuyên Mông Cổ. Ga bên nước Nga đối diện biên giới là Naushki.

## Địa lý
Sükhbaatar nằm cách thủ đô Ulaanbaatar khoảng 160 dặm (260 km) về phía tây bắc tại hợp lưu của sông Orkhon và sông Selenge. Thành phố có diện tích 45 km2.

### Khí hậu
Sükhbaatar có khí hậu lục địa ẩm (phân loại khí hậu Köppen Dwb) với mùa hè ấm áp cùng ảnh hưởng của gió mùa.
| Dữ liệu khí hậu của Sükhbaatar          | Dữ liệu khí hậu của Sükhbaatar | Dữ liệu khí hậu của Sükhbaatar | Dữ liệu khí hậu của Sükhbaatar | Dữ liệu khí hậu của Sükhbaatar | Dữ liệu khí hậu của Sükhbaatar | Dữ liệu khí hậu của Sükhbaatar | Dữ liệu khí hậu của Sükhbaatar | Dữ liệu khí hậu của Sükhbaatar | Dữ liệu khí hậu của Sükhbaatar | Dữ liệu khí hậu của Sükhbaatar | Dữ liệu khí hậu của Sükhbaatar | Dữ liệu khí hậu của Sükhbaatar | Dữ liệu khí hậu của Sükhbaatar |
| Tháng                                   | 1                              | 2                              | 3                              | 4                              | 5                              | 6                              | 7                              | 8                              | 9                              | 10                             | 11                             | 12                             | Năm                            |
| --------------------------------------- | ------------------------------ | ------------------------------ | ------------------------------ | ------------------------------ | ------------------------------ | ------------------------------ | ------------------------------ | ------------------------------ | ------------------------------ | ------------------------------ | ------------------------------ | ------------------------------ | ------------------------------ |
| Cao kỉ lục °C (°F)                      | −5.25 (22.55)                  | 1.05 (33.89)                   | 17.84 (64.11)                  | 28.34 (83.01)                  | 31.49 (88.68)                  | 36.74 (98.13)                  | 32.54 (90.57)                  | 31.49 (88.68)                  | 28.34 (83.01)                  | 18.89 (66.00)                  | 8.4 (47.1)                     | −1.05 (30.11)                  | 36.74 (98.13)                  |
| Trung bình ngày tối đa °C (°F)          | −17.09 (1.24)                  | −13.25 (8.15)                  | −3.25 (26.15)                  | 8.45 (47.21)                   | 15.65 (60.17)                  | 21.49 (70.68)                  | 23.45 (74.21)                  | 21.01 (69.82)                  | 14.91 (58.84)                  | −6.82 (19.72)                  | 5.14 (41.25)                   | −15.29 (4.48)                  | 4.53 (40.16)                   |
| Trung bình ngày °C (°F)                 | −22.3 (−8.1)                   | −19.32 (−2.78)                 | −8.51 (16.68)                  | 4.06 (39.31)                   | 10.76 (51.37)                  | 16.23 (61.21)                  | 18.2 (64.8)                    | 15.43 (59.77)                  | 9.12 (48.42)                   | 0.58 (33.04)                   | −10.85 (12.47)                 | −19.69 (−3.44)                 | −0.52 (31.06)                  |
| Tối thiểu trung bình ngày °C (°F)       | −26.97 (−16.55)                | −25.73 (−14.31)                | −15.43 (4.23)                  | −1.84 (28.69)                  | 3.92 (39.06)                   | 9.29 (48.72)                   | 11.34 (52.41)                  | 9.25 (48.65)                   | 3.04 (37.47)                   | −4.39 (24.10)                  | −15.12 (4.78)                  | −23.64 (−10.55)                | −6.36 (20.56)                  |
| Thấp kỉ lục °C (°F)                     | −46.18 (−51.12)                | −39.88 (−39.78)                | −34.64 (−30.35)                | −18.89 (−2.00)                 | −8.4 (16.9)                    | −1.05 (30.11)                  | 2.1 (35.8)                     | −2.1 (28.2)                    | −15.74 (3.67)                  | −20.99 (−5.78)                 | −34.64 (−30.35)                | −39.88 (−39.78)                | −46.18 (−51.12)                |
| Lượng Giáng thủy trung bình mm (inches) | 4.5 (0.18)                     | 7.69 (0.30)                    | 28.08 (1.11)                   | 41.57 (1.64)                   | 78.94 (3.11)                   | 149.48 (5.89)                  | 190.76 (7.51)                  | 191.0 (7.52)                   | 73.53 (2.89)                   | 35.15 (1.38)                   | 19.65 (0.77)                   | 6.5 (0.26)                     | 826.85 (32.56)                 |
| Số ngày giáng thủy trung bình           | 1.63                           | 2.38                           | 6.11                           | 8.49                           | 12.6                           | 17.27                          | 20.71                          | 18.99                          | 10.5                           | 6.68                           | 4.87                           | 1.52                           | 111.75                         |
| Độ ẩm tương đối trung bình (%)          | 89.35                          | 90.99                          | 80.93                          | 53.65                          | 49.76                          | 63.84                          | 72.64                          | 76.17                          | 68.73                          | 77.64                          | 64.94                          | 88.25                          | 73.07                          |
| Số giờ nắng trung bình ngày             | 7.62                           | 9.4                            | 10.51                          | 12.22                          | 14.48                          | 16.87                          | 15.74                          | 13.11                          | 11.43                          | 10.07                          | 7.74                           | 7.25                           | 11.37                          |
| Nguồn:                                  |                                |                                |                                |                                |                                |                                |                                |                                |                                |                                |                                |                                |                                |

## Kinh tế
Thành phố là một trung tâm thương mại và công nghiệp, với một trường cao đẳng nông nghiệp và một nhà máy nhiệt điện. Một nhà máy bột mì, nhà máy diêm, nhà máy chưng cất, kho sửa chữa đầu máy xe máy và các tổ hợp xây dựng và chế biến gỗ cũng nằm tại đây.

## Hình ảnh

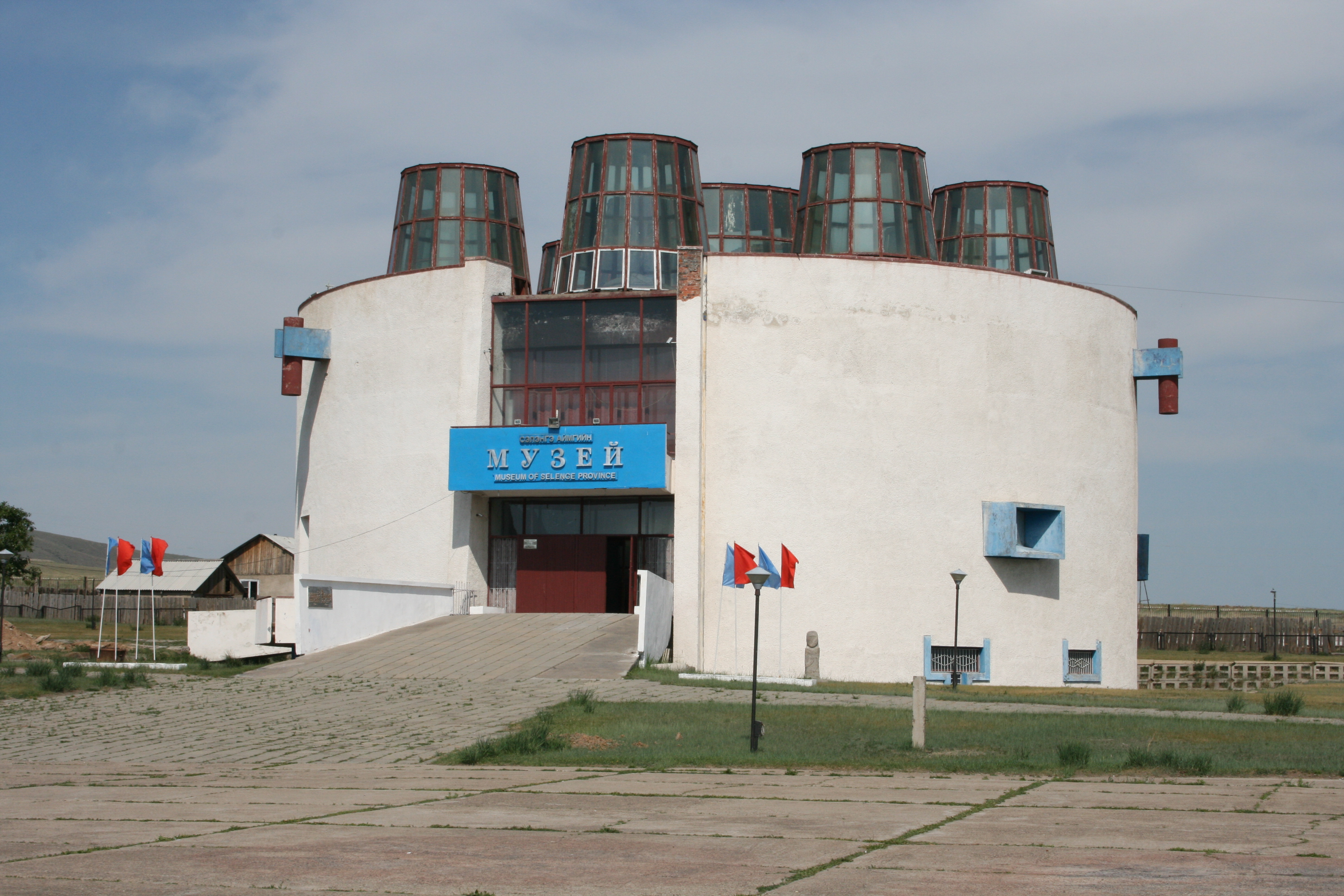
Bảo tàng tỉnh
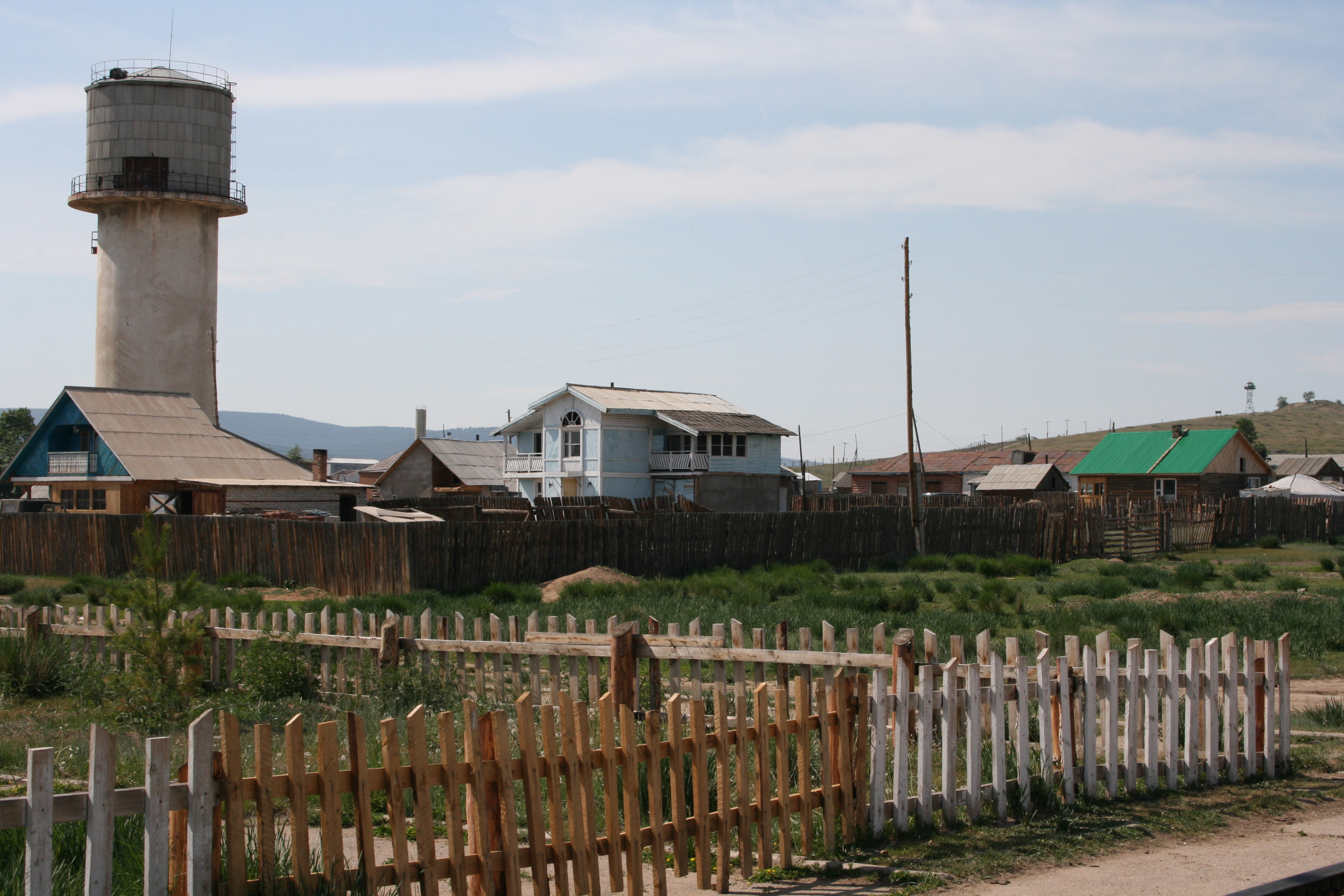
Biên giới Nga-Mông Cổ